# Enda Colleran
Enda Colleran, né en mai 1942 et mort le 8 avril 2004, est un joueur irlandais de football gaélique actif dans les années 1960 et qui au terme de sa carrière de joueur est devenu entraineur. Il a joué pour le club de Mountbellew GAA et pour l’équipe du Comté de Galway avec lequel il a gagné trois All-Ireland.
Enda Colleran est considéré comme un des plus grands joueurs de football gaélique du XXe siècle. En 1960, il remporte avec son école St. Jarlath's College, la Coupe Hogan, c'est-à-dire le championnat d’Irlande scolaire. La même année il gagne avec Galway le championnat d’Irlande Mineur en battant Cork GAA en finale. Il gagne ensuite la ligue nationale de football gaélique. Il intègre ensuite l’équipe senior de Galway. Il en est un des éléments de base lors de la triple victoire en Championnat d'Irlande de football gaélique en 1964, 1965 et 1966. Il est à ce titre un de sept footballeurs à avoir été deux fois vainqueur du All-Ireland en tant que capitaine de son Comté. En 1967 il remporte avec l’équipe du Connacht la Railway Cup.
Après avoir terminé sa carrière de joueur, Enda Colleran devient sélectionneur puis entraineur de Galway GAA. En 1976 il guide son équipe vers le titre en championnat du Connacht.
En 1984 il est nommé par l'association athlétique gaélique dans l’équipe du siècle. Cette reconnaissance se concrétise en 2000 par son intégration dans l'« équipe du Millénaire ».
Enda Colleran a aussi été consultant pour la télévision nationale irlandaise RTÉ et commente à ce titre les matchs diffusé en direct à la télévision. Toutes ces activités ne l’ont pas empêché d’être enseignant dans l’école Colaiste Einde à Salthill, un quartier de Galway.
Enda Colleran est mort soudainement à son domicile de Barna le 8 avril 2004. Il était âgé de 61 ans.
Son effigie a été gravée sur un timbre de l'État d'Irlande.